# Maracanaço
Maracanaço és el nom donat a l'últim partit de la Copa del Món de Futbol 1950, disputada al Brasil, en la qual la selecció de l'Uruguai va guanyar a l'equip local contra tot pronòstic. Aquest partit es va jugar a l'estadi de Maracaná, a Rio de Janeiro, d'on li ve el nom.

## Prèvia
Si bé el campionat es va definir mitjançant una ronda final de quatre equips (jugant en la modalitat tots contra tots), l'últim partit va esdevenir una final "de fet". Es va jugar el 16 de juliol de 1950 a l'estadi Maracaná, a Rio de Janeiro (Brasil), front uns 200.000 espectadors, la major quantitat d'espectadors mai reunida per a presenciar una final. L'equip favorit després d'una campanya d'invicte i golejador era Brasil que arribava amb 4 punts, producte de les seves victòries enfront de Suècia i Espanya, mentre que Uruguai arribava havent obtingut 3 punts enfront dels mateixos rivals (una victòria enfront de Suècia i un empat amb Espanya). S'ha de recordar que el reglament de l'època atorgava 2 punts per victòria i 1 per empat.

## El partit
En finalitzar la primera meitat del temps reglamentari, ambdós equips es retiren empatats a zero. Al començament del segon temps, al minut 2, el brasiler Friaca marca, amb la qual cosa Brasil s'adjudicava la Copa del Món. Una gran celebració comença a inundar l'estadi. L'algaravia dura poc, car al minut 21 marca l'uruguaià Juan Alberto Schiaffino, igualant el marcador del partit. Amb aquest resultat encara s'adjudicava el Brasil la Copa del Món, però per "punts obtinguts". No obstant això, faltant 11 minuts per al final Alcides Edgardo Ghiggia marca el segon gol per a l'Uruguai i l'estadi queda en silenci.
Brasil ataca amb tot el seu poder però li és impossible revertir el resultat. En finalitzar el partit, el públic va sortir en silenci o plorant de l'estadi, sense veure la cerimònia de lliurament de la Copa Jules Rimet a l'Uruguai.

## Reaccions
Per als brasilers la derrota va ser una tragèdia nacional, comentada com la pitjor del país. Es van cancel·lar els preparatius d'una celebració que era òbvia per a molts. Es va informar de nombrosos suïcidis. Des de llavors la paraula Maracanaço ha quedat com expressió de derrota o desastre imprevist.
En canvi, per als uruguaians la festa va ser total. La inesperada victòria arribava a tot el territori uruguaià, gràcies a l'inoblidable relat de Carlos Solé. La gent es va bolcar als carrers a celebrar el que, al principi, semblava un somni inassolible.
Hi havia tant de desconcert després de la victòria uruguaiana que les 200.000 persones a l'estadi van quedar emmudides, fins al punt que els únics sons que s'escoltaven eren els del planter celeste.
També hi hagué una anècdota que involucrava l'aleshores president de la FIFA, Jules Rimet. Quan el partit estava empatat a 1, Rimet es va dirigir als vestidors per preparar el seu discurs de felicitacions per al Brasil, però quan va tornar al terreny de joc (ja acabat el partit) es va endur la sorpresa de no veure-hi cap celebració, ja que l'Uruguai havia aconseguit el títol. Tan desconcertat va quedar Rimet, que fins i tot l'acte de lliurament de la copa a l'Uruguai es reduí a una encaixada amb Obdulio Varela i al lliurament del trofeu.
Aquest va ser l'últim partit en què la Brasil jugà amb samarreta blanca. Posteriorment començà a utilitzar la verdeamarelha que encara utilitza i que els ha portat millor sort.

## En la veu de Solé
En no haver-hi uruguaians presents a les tribunes de l'estadi, l'única via de comunicació del partit per als charrúas va ser el relat de Carlos Solé. Els relats d'ambdós gols van quedar en el record dels afeccionats uruguaians.
Primer gol de l'Uruguai
| « | Quita Miguez para apoyar a Schiaffino; frente a él se defiende Bigode. La resta al centro de la cancha donde va a tomar Gambetta. Se corre Gambetta. Cruza la pelota en dirección a Julio Pérez. Julio Pérez arremete de frente a Danilo. Lleva la pelota Pérez. Le traba la pelota Danilo. Con todo la vuelve a tomar Pérez. Se repliega. Elude a Bauer. Apoya a Obdulio Varela. Varela al puntero Ghiggia. Avanza Ghiggia perseguido por Bigode. Lo anula Ghiggia a Bigode. Se corre al arco. Coloca el centro. Toma Schiaffino. Tira. Goool, goool uruguayo. Gol de Schiaffino. Schiaffino a los 21 minutos. Se le escapó Ghiggia al jugador Bigode. Colocó el centro y el jugador Juan Alberto Schiaffino la tomó de media vuelta. Colocó un violento remate alto dejando sin chances a Barboza a los 21 minutos. Schiaffino autor del tanto. Uruguay 1 Brasil 1. | » |

Segon gol de l'Uruguai
| « | La para Miguez y apoya Julio Pérez. Se va delante Julio Pérez con la pelota esperando que se cruce Ghiggia. Julio Pérez sigue atacando. Pérez a Ghiggia. Ghiggia a Pérez. Pérez avanza, le cruza la pelota a Ghiggia. Ghiggia se le escapa a Bigode. Avanza el veloz puntero uruguayo. Va a tirar. Tira. Goool, goool, goooool, goooooool uruguayo. Ghiggia tiró violentamente y la pelota escapó al contralor de Barboza. A los 34 minutos, anotando el segundo tanto para el equipo uruguayo. Ya decíamos que el gran puntero derecho del conjunto oriental estaba resultando la mejor figura de los uruguayos. Se escapó de la defensa brasileña. Tiró en acción violenta. La pelota rasante al poste escapó al contralor de Barboza y anotó a los 34 minutos Ghiggia el segundo tanto para Uruguay. Uruguay 2 Brasil 1. Autor del tanto Ghiggia a los 34 minutos. | » |